# Divisione di Calare
La divisione di Calare è una divisione elettorale australiana nello stato del Nuovo Galles del Sud. Essa fu creata nel 1906 per rimpiazzare l'abolizione della divisione di Canobolas; il suo nome rappresenta la denominazione aborigena del fiume Lachlan, parte del quale si trovava nei limiti originari della divisione.
Dopo la ridistribuzione del 2006 Calare è diventato il seggio più grande. Attualmente il suo deputato è John Cobb, il quale fino alle elezioni del 2004 rappresentò la divisione di Parkes; tuttavia, con la ridistribuzione, parte delle contee di Parkes andarono a Calare, e Cobb ritenne più adeguato nel 2007 candidarsi in questo elettorato.

## Deputati
| Deputato        | Deputato       | Partito                   | Periodo   |
| --------------- | -------------- | ------------------------- | --------- |
|                 | Thomas Brown   | Laburista                 | 1906–1913 |
|                 | Henry Pigott   | Liberale del Commonwealth | 1913–1916 |
|                 | Henry Pigott   | Nazionalista              | 1916–1919 |
|                 | Thomas Lavelle | Laburista                 | 1919–1922 |
|                 | Neville Howse  | Nazionalista              | 1922–1929 |
|                 | George Gibbons | Laburista                 | 1929–1931 |
|                 | Harold Thorby  | Nazionale                 | 1931–1940 |
|                 | John Breen     | Laburista                 | 1940–1946 |
|                 | John Howse     | Liberale                  | 1946–1960 |
|                 | John England   | Nazionale                 | 1960–1975 |
| Sandy Mackenzie | 1975–1983      | Nazionale                 |           |
|                 | David Simmons  | Laburista                 | 1983–1996 |
|                 | Peter Andren   | Indipendente              | 1996–2007 |
|                 | John Cobb      | Nazionale                 | 2007–2016 |
| Andrew Gee      | 2016–attuale   | Nazionale                 |           |